# 디에고 레온
디에고 레온(스페인어: Diego Basilio León Blanco, 2006년 9월 22일~)는 파라과이의 축구 선수로, 포지션은 레프트백, 윙백을 소화할 수 있다. 현재 맨체스터 유나이티드에서 뛰고 있다.